# سعد عبد الحميد عبد المجيد
سعد عبد الحميد عبد المجيد هو لاعب كرة قدم عراقي سابق، ولد سنة 1952.

## المشاركات المحلية
في عام 1969 دُعي سعد عبد الحميد إلى المنتخب المدرسي الذي كان يقوده داود العزاوي، وفي نهاية العام نفسه وجد سعد عبد الحميد التحق بفريق السكك الحديد الذي كان يدربه المدرب جرجيس إلياس.
وقد خاض سعد عبد الحميد الموسم الأول له في دوري الكبار موسم 70-1971.
في سنة 1973، فاز مع نادي السكك بدورة بغداد الكروية الخاصة التي شاركت فيها جميع فرق بغداد وفاز فريق السكك بلقبها بعد فوزه في المباراة النهائية على فريق آليات الشرطة 3-1، حيث سجل سعد عبد الحميد هدفا في المباراة النهائية.
تغير اسم فريق السكك إلى فريق النقل، حيث أحرز المركز الثاني بعد القوة الجوية في أول بطولة من بطولات الدوري العراقي موسم 1974–1975 بالنظام الجديد بعد إلغاء دوري المؤسسات.
وبعد أن تحول اسم الفريق إلى اسم الزوراء، أسهم سعد عبد الحميد بإحراز الزوراء بطولة الدوري لثلاث مرات (مواسم 1975–76 و1976–77 و1978–79) والمركز الثاني موسم 1977–78 و1979–80، كما فاز ببطولة الكأس ست مرات منها أربع في سبعينيات القرن الماضي واثنتان في الثمانينيات.

## المشاركة الدولية الوحيدة
دعي سعد عبد الحميد إلى المنتخب الوطني الذي شارك في بطولة كأس فلسطين الثانية التي جرت في ليبيا عام 1973، وحصل الفريق العراقي فيها على المركز الرابع لتكون هذه المشاركة هي المشاركة الوحيدة لسعد عبد الحميد مع المنتخبات الوطنية.